# Zuil van Antoninus Pius
De Zuil van Antoninus Pius (Latijn:Columna Antonini Pii) was een antieke triomfzuil op het Marsveld in het oude Rome, gebouwd in de 2e eeuw. De zuil zelf is verloren gegaan, maar de voet is teruggevonden en staat nu in het Vaticaans Museum.

## De zuil
De Zuil van Antoninus Pius, vermoedelijk in Korinthische stijl, was 14,75 meter hoog en had een diameter van 1,9 meter. De zuil was gebouwd uit rood graniet. Op de zuil zelf waren geen reliëfs aangebracht zoals bij de nog bestaande Zuil van Trajanus en Zuil van Marcus Aurelius. Bovenop stond een standbeeld van Antoninus Pius, zoals te zien is op munten die na zijn dood zijn geslagen. De voet was gemaakt van wit marmer en voorzien van reliëfs.

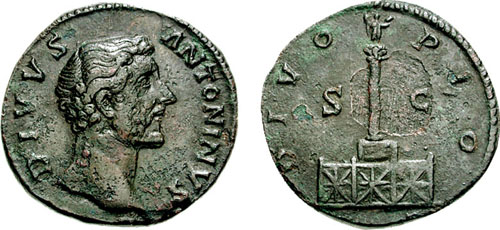
De zuil afgebeeld op een munt van Antoninus Pius

## Geschiedenis
De triomfzuil is opgericht door Marcus Aurelius en Lucius Verus ter ere van hun adoptiefvader en vergoddelijkte keizer Antoninus Pius, na zijn dood in 161. De zuil stond ongeveer 25 meter voor de ingang van het Ustrinum Antoninorum, de omheinde plaats waar de keizer gecremeerd was. Deze stond op hetzelfde terrein waar ook het ustrinum van Augustus en dat van Hadrianus, het Horologium, de Ara Pacis en het Mausoleum van Augustus waren gebouwd.

## Opgraving
Tot de 18e eeuw lag de voet van de zuil onder de grond begraven, maar een deel van de zuil stak nog ongeveer 6 meter boven de grond uit. In 1703 werden een aantal gebouwen op deze plaats afgebroken en toen werden de overige restanten van de zuil en de voet teruggevonden en opgegraven. Nadat de zuil was opgegraven, wist men niet direct wat men ermee wilde doen en de zuil bleef onder een afdekking jarenlang op de grond liggen, totdat een brand in 1759 de resterende delen zwaar beschadigde. Na een mislukte poging tot restauratie werden een paar delen nog gebruikt om de obelisk van het Horologium van Augustus te restaureren, die op het Piazza di Monte Citorio is geplaatst.
De voet werd tussen 1706 en 1708 gerestaureerd en op het Piazza di Monte Citorio geplaatst, voordat hij in 1787 werd overgebracht naar de Vaticaanse Musea. Daar staat de voet sinds 1885 in de Giardino della Pigna.

## De voorstellingen op de voet
Drie zijden van de voet zijn versierd met reliëfs, op de vierde staat de herinneringsinscriptie. Op de zijde die gericht was op het Ustrinum Antoninorum staat de apotheose van de keizer en zijn vrouw Faustina afgebeeld die naar de hemel worden gedragen op de rug van een gevleugelde geest. Ze worden daarbij begeleid door twee adelaars. Onder hen zijn afgebeeld Mars, met in zijn hand de obelisk van het nabijgelegen Horologium, en de godin Roma. Op het schild van Roma staan Romulus en Remus afgebeeld terwijl zij gezoogd worden door de wolvin.
Op de zijkanten staan de decursio, de rituele optocht bij de brandstapel, en de militaire parade na het einde van de crematieplechtigheid afgebeeld.